# Nome de Dráma
Pour les articles homonymes, voir Drama.
Le nome de Dráma (en grec Νομός Δράμας / Nomós Drámas) est un nome du nord-est de la Macédoine, dont il est la partie septentrionale. Au nord, il est frontalier de la Bulgarie.
Son chef-lieu est la ville de Dráma.

## Dèmes (municipalités) et communes
| Dème                          | Code YPES | Chef-lieu (si différent) | Code postal | Préfixe tél. |
| ----------------------------- | --------- | ------------------------ | ----------- | ------------ |
| Doxato Δοξάτο                 | 1001      |                          | 663 00      | 25210-6      |
| Dráma Δράμα                   | 1002      |                          | 661 00      | 25210-2      |
| Kalambáki Καλαμπάκι           | 1003      |                          | 660 31      | 25210-5      |
| Kato Nevrokopi Κάτω Νευροκόπι | 1004      |                          | 660 33      | 25230-2      |
| Nikiforos Νικηφόρος           | 1005      |                          | 660 37      | 25210-9      |
| Paranesti Παρανέστι           | 1006      |                          | 660 32      | 25250-2      |
| Prosotsani Προσωτσάνη         | 1007      |                          | 662 00      | 25220-2      |
| Sitagrí Σιταγροί              | 1009      | Fotolivos Φωτολίβος      | 660 34      | 23510-9      |
| Sidirónero Σιδηρόνερο         | 1008      |                          | 660 38      | 25210-9      |

## Équipes sportives
- Pandramaikos AC
- Doxa Dramas AC